# Birgitta Crafoord
Birgitta Holgersdotter Crafoord, en tid gift Wiklund, född 27 september 1936 i Maria församling i Helsingborg, död 19 december 1999 i Lund, var en svensk arvtagare och entreprenör, känd för sina insatser inom alkoholistomsorgen.
Birgitta Crafoord var dotter till Holger Crafoord och dennes hustru Anna-Greta, född Löfdahl samt mellan 1963 och 1987 gift med läkaren Per Erik Wiklund (1937–2013). Hon ärvde en stor förmögenhet som tillkommit genom faderns företag Gambro. Hon var utbildad jurist och kulturvetare. Fram till 1985 arbetade hon som museilärare på Kulturen i Lund.
Efter att ha fått hjälp i USA för egna alkoholproblem genom Minnesotamodellen, öppnade hon 1987 behandlingshemmet Nämndemansgården i Blentarp, som arbetar efter denna modell mot beroendeproblem. År 1998 förvärvade hon det auktionsföretag i Lund, som sedan dess bär namnet Crafoord auktioner. Det är dock inte längre i familjens ägo.
Birgitta Crafoord avled i lungcancer.